# أركالوكوريون (إراكليون)
أركالوخوري (Αρκαλοχώρι) هي بلدة وبلدية سابقة في مقاطعة كاندية في جزيرة كريت اليونانية. أصبحت جزءًا من بلدية مينوا بيديادا بعد التعديل الحكومي المحلي عام 2011، وتعد وحدة بلدية فيها. [2] تبلغ مساحة الوحدة 237.589 كيلومتر مربع (91.734 ميل مربع). 
تقع المدينة على الحافة الغربية لسهل مينوا بيديادا، غرب هضبة لاسيثي في وسط جزيرة كريت. يحتوي على موقع أثري لكهف مقدس من عهد الحضارة المينوسية. تم استخدام الكهف المقدس من الألفية الثالثة حتى عام 1450 قبل الميلاد عندما انهار السقف الطبيعي وأدى إلى حماية بعض الآثار النذرية هناك.

## تفاصيل المدينة
تقع البلدة بالقرب من قرية بارتيرا، وتبعد 32 كم جنوب هيراكليون. كان عدد سكان الوحدة البلدية 10,476 نسمة في تعداد عام 2011.
تبعد أركالوخوري 3 كم جنوبًا من القصر المينوسي الذي تم اكتشافه مؤخرًا في قرية غالاتاس الصغيرة.
تستضيف المدينة «ماراثون كريت النصفي» في شهر أكتوبر من كل عام.
ولحقت بالمدينة أضرار بالغة بعد زلزال بقوة 5.8 درجة على مقياس ريختر في سبتمبر 2021.